# Pactum displicentiae
En droit romain, le pactum displicentiae désigne un type de résiliation d'un contrat de vente. Il s'agit de la seule clause résolutoire connue au profit de l'acheteur.
Elle permet de réaliser une vente à l’essai. Si l’acheteur est insatisfait du produit il pourra le rendre et le vendeur le remboursera. Cette clause était très fréquente en matière de vente d'esclaves à Rome.